# Ruta 160 (Costa Rica)
La Ruta 160, oficialmente Ruta Nacional Secundaria 160, es una ruta nacional de Costa Rica ubicada en las provincias de Guanacaste y Puntarenas.

## Descripción
En la provincia de Guanacaste, la ruta atraviesa el cantón de Nicoya (los distritos de Sámara, Nosara), el cantón de Santa Cruz (los distritos de Santa Cruz, Veintisiete de Abril, Cuajiniquil), el cantón de Nandayure (los distritos de Zapotal, Bejuco), el cantón de Hojancha (el distrito de Puerto Carrillo).
En la provincia de Puntarenas, la ruta atraviesa el cantón de Puntarenas (los distritos de Paquera, Cóbano).